# 衣笠 (重巡洋艦)
衣笠（きぬがさ）は日本海軍の青葉型重巡洋艦2番艦。1927年（昭和2年）9月に竣工した。1942年(昭和17年)11月、第三次ソロモン海戦で空襲を受け沈没した。

## 艦名について
由来には諸説ある。竣工直前の1927年（昭和2年）8月1日、田村重彦艤装員長が軍務局に「艦名は横須賀の衣笠山で良いのか」と問い合わせ、軍務局が「御考察ノ通リ」と返答した記録が現存する。一方、海軍士官の親睦・研究団体水交社（東京水交社）が1928年（昭和3年）に出版した『日本海軍艦船名考』には、すでに「徳島県（阿波国）の麻植郡・美馬郡にまたがる高越山（通称、阿波富士、衣笠山）に由来とする」との記載があり、海軍省の見解が統一されていたかは明確ではない。財団法人海軍有終会が1935年（昭和10年）に出版した『幕末以降帝国軍艦写真と史実』は神奈川県の衣笠山とする一方、徳島県の衣笠山も否定せずに付記している。艦船研究家の福井静夫は高越山の由来と断定し「横須賀にも衣笠の地名があることの奇縁が考慮されたのかもしれない」と記述している。

## 艦歴

### 太平洋戦争開戦まで
1922年（大正11年）8月11日、新造の一等巡洋艦が1番艦「衣笠」、2番艦「古鷹」と命名された。10月9日、軽巡洋艦として建造が中止になった「加古」が1番艦になり、「衣笠」の艦名は3番艦以降となった （詳細とその後の経緯は加古参照）。1923年（大正12年）9月18日、4隻目の一等巡洋艦に「青葉」の艦名が与えられ、「衣笠」を川崎重工業神戸造船所で建造する事が決まった。1924年（大正13年）1月23日に起工。1926年（大正15年）10月24日、伏見宮博恭王臨席のもと進水し、1927年（昭和2年）9月30日に竣工した。起工は同型の「青葉」より早かったが、進水時に約1か月、竣工は10日遅れ、青葉型2番艦となった。
1927年（昭和2年）10月30日、「衣笠」と「青葉」は大演習観艦式（横浜沖）に参加した。12月1日に第五戦隊に編入され、古鷹型と青葉型の計4隻が同一戦隊に初めて揃った。最新造の「衣笠」が戦隊旗艦となり、約2年間務めた。その後、「衣笠」は太平洋戦争開戦まで第七、第六戦隊などに所属した。
1928年（昭和3年）に日本海軍の艦艇として初めて航空機用カタパルトを装備した。12月4日、第五戦隊は御大礼特別観艦式に参加した。1929年（昭和4年）5月28日、昭和天皇は関西方面への行幸のため横須賀で重巡洋艦「那智」に乗艦し、「衣笠」と「加古」が満艦飾で奉迎した。7月11日、演習中の「衣笠」は浮上してきた潜水艦「伊55」と接触し、艦首艦底附近を損傷した。
1936年（昭和11年）8月14日午前4時頃、訓練終了後の「青葉」と「衣笠」、「古鷹」が縦列で航行中、「青葉」が6ノットに減速する旨の信号を「衣笠」が見落とし、9ノットで直進した「衣笠」が「青葉」に追衝突した。両艦に深刻な損傷はなかったが、「衣笠」は応急修理後も大きな艦首波を出すようになったという。10月29日、神戸沖の観艦式に参加した。
1938年（昭和13年）10月から改修工事に入り、タービンを重油・石炭混焼から重油専焼缶に交換してバルジを増設するなど、大規模な改装を行った。1940年 （昭和15年）10月、工事完了。1941年（昭和16年）3月1日、「衣笠」は第一艦隊所属の第六戦隊に編入され、近代化改装を終えた古鷹型、青葉型の4隻が揃った。9月15日、第六戦隊司令官に五藤存知少将が就任した。

### 太平洋戦争緒戦
1941年11月7日に第六戦隊（「青葉」、「加古」、「衣笠」、「古鷹」）は南洋部隊に編入され、グァム島攻略支援部隊としてグアム島攻略作戦に参加した。第六戦隊は11月30日に柱島泊地を出港して12月2日に母島に到着。12月4日の攻略部隊の母島出撃に続いて第六戦隊も出撃して敵水上部隊に備え、上陸成功後はトラックへ向かい12月12日に到着した。
グアム島攻略と同じ頃行なわれたウェーク島攻略作戦は失敗に終わっており、第二次攻略作戦には第六戦隊も投入されることとなった。第六戦隊はウェーク島攻略支援部隊となった。第六戦隊は12月13日にトラックを出港して12月16日にルオットに到着。12月21日に攻略部隊などが出撃し、第六戦隊もそれに続いて出撃した。ウェーク島は12月23日に攻略された。第六戦隊はウェーク島東方を行動し、攻略後は南下して攻略部隊の支援にあたり、12月25日にルオットに帰投。1942年1月7日にルオットを出港し、1月10日にトラックに到着した。
1942年（昭和17年）1月以降はニューギニア方面に移動しラバウル攻略を支援、3月にはラエ・サラモア攻略やブーゲンビル島攻略作戦、4月にはアドミラルティ諸島攻略作戦を支援した。いずれの戦いでも「衣笠」や第六戦隊が本格的な水上戦闘をする機会はなかった。
第六戦隊はポートモレスビー攻略を企図するMO攻略部隊に加わり、4月30日にトラック泊地を出撃した。第六戦隊と駆逐艦「漣」が空母「祥鳳」を護衛したが、5月7日に米空母機の空襲で「祥鳳」が沈没した。第六戦隊は乗員の救出を行ったが、再度の空襲を避けるため海域を離れた。「祥鳳」を失ったため「衣笠」と「古鷹」はMO機動部隊の護衛に編入され、「青葉」、「加古」と分かれた。5月8日朝、「衣笠」と「古鷹」は空母「瑞鶴」、「翔鶴」、重巡洋艦「妙高」、「羽黒」、駆逐艦「曙」、「潮」、「時雨」、「白露」、「有明」、「夕暮」と合流した。同日、MO機動部隊攻撃隊は米空母「レキシントン」を撃沈し「ヨークタウン」に損傷を与えたが、「翔鶴」が大破したため「衣笠」と「古鷹」、「夕暮」、「潮」は戦場を離脱する「翔鶴」を一時的に護衛した。5月12日に「青葉」、「加古」と合流し、17日にトラック泊地に帰投した。6月上旬、「衣笠」と「古鷹」は日本本土に戻った。6月、ミッドウェー海戦に敗れた日本軍はソロモン諸島の防衛を強化するため、同戦域を担当する外南洋部隊の中核となる第八艦隊（司令官三川軍一中将）を編成した。外南洋部隊支援隊に編入された第六戦隊は、再び南方へ移動した。

### ガダルカナル島の戦い
8月7日、アメリカ軍はガダルカナル島とツラギ島に上陸し、ガダルカナル島の戦いが始まった。ラバウルに向かっていた「衣笠」など第六戦隊は重巡洋艦「鳥海」、軽巡洋艦「天龍」、「夕張」、駆逐艦「夕凪」と合流し、8月8～9日の夜間にガダルカナル島北方水域に突入した。この第一次ソロモン海戦で、「衣笠」を含む日本艦隊は米重巡洋艦「アストリア」、「ヴィンセンス」、「クインシー」、 オーストラリア重巡洋艦「キャンベラ」を共同で撃沈し、ほぼ完勝した。しかし第六戦隊の4隻でニューアイルランド島カビエンに帰投中の8月10日、「加古」が米潜水艦の雷撃を受け沈没した。救助された「加古」の乗員はカビエンで「衣笠」、「古鷹」、「青葉」に収容され、それから給油艦「石廊」でラバウルへ向かった。
8月18日、ガダルカナル島に陸軍一木支隊が上陸し、兵員と物資の輸送作戦が本格化した。3隻となった第六戦隊は8月19日、サンタイサベル島レカタ湾に進出して臨時水上機基地を設置したが、8月20日に米機動部隊が出現して撤収した。同日、ガダルカナル島ヘンダーソン飛行場が稼働し、8月21日に一木支隊が壊滅して、同島の戦局は急速に悪化した。第六戦隊は輸送作戦を支援し、同日に「鳥海」、駆逐艦「磯風」と合流した。8月23～24日の第二次ソロモン海戦には参加せず、「衣笠」、「鳥海」、「青葉」、「古鷹」は8月25日未明、搭載する水上偵察機計6機でヘンダーソン飛行場を攻撃した。飛行場は健在で同日中に輸送船団と護衛する第二水雷戦隊が空襲を受け、揚陸も失敗した。衣笠と鳥海は8月26日にラバウルに帰投した。
8月25日の空襲で増援部隊の第二水雷戦隊旗艦「神通」が損傷したため、三川中将は8月27日附で「衣笠」を増援部隊に編入した。輸送船団が退避したショートランド泊地に移動し、8月28日から第二水雷戦隊旗艦となった。しかし田中頼三第二水雷戦隊司令官が海軍艦艇による輸送作戦の中止と、増援部隊輸送基地のラバウルへの後退を主張したため、8月31日、増援部隊はショートランドに到着した第三水雷戦隊に変更された。「衣笠」は4日で旗艦を外れ、支援隊に復帰した。
9月12日朝、ヘンダーソン飛行場への日本陸軍の攻撃を支援するため、主隊（「鳥海」、「青葉」、「衣笠」、「古鷹」、駆逐艦「天霧」）、奇襲隊（軽巡洋艦「川内」、駆逐艦「敷波」、「吹雪」、「涼風」）、駆逐艦部隊（「漣」、「潮」、「陽炎」、「白雪」、「浦波」、「夕立」、「叢雲」）がショートランド泊地を出撃し、ガ島ルンガ泊地へ向かった。しかし陸軍が飛行場の占領に失敗したため後退し、各隊は9月15日-16日にかけてショートランドやラバウルへ戻った。

### サボ島沖海戦
10月11日、ヘンダーソン基地艦砲射撃を実行するため、第六戦隊と駆逐艦「吹雪」、「初雪」がガダルカナル島に向かった。米軍は重巡洋艦2隻、軽巡洋艦2隻、駆逐艦5隻でサボ島沖で迎撃した。日本側は敵艦隊が不在と信じていたため、夜間に近づいた米艦隊を自軍の輸送艦隊と誤認し、先制攻撃を受けた。「吹雪」が沈没、旗艦「青葉」が大破して五藤少将が戦死し、「青葉」は海域を離脱した。さらに後続の「古鷹」が集中砲火を浴びて航行不能（12日未明沈没）に陥ったが、「衣笠」と「初雪」は果敢に応戦した。この戦闘でアメリカ側は駆逐艦「ダンカン」が沈没、軽巡洋艦「ボイシ」と駆逐艦「ファーレンホルト」が大破、重巡洋艦「ソルトレイクシティ」が小破し、「衣笠」は軽い損傷で切り抜けた。その後、米軍機5機の空襲を受けたが被害はなく、12日午前9時頃ショートランド泊地に戻った。
サボ島沖海戦について連合艦隊参謀長宇垣纏少将は陣中日誌戦藻録に『当時の戦況を仄聞するに無用心の限り、人を見たら泥棒と思へと同じく、夜間に於て物を見たら敵と思へと考へなく、一、二番艦集中攻撃を蒙るに至れるもの、殆ど衣笠一艦の戦闘と云ふべし。』と記述し、戦隊指導部の油断を断罪する一方で、「衣笠」の勇戦を評価している。
10月13日、第三戦隊の戦艦「金剛」、「榛名」などが飛行場を艦砲射撃し、衣笠は水偵で照明弾を投下する任務を受けた。同日夜、三川中将はガ島揚陸作戦を支援するため、「鳥海」、「衣笠」、駆逐艦「望月」、「天霧」を率いてショートランド泊地を出撃した。10月14日-15日にかけて「鳥海」と「衣笠」は艦砲射撃（20cm砲弾752発）を実施したが、飛行場の運用に支障はなく、日中の空襲で輸送船3隻を喪失、揚陸した物資もほとんど焼失した。
10月17日朝、「鳥海」、「衣笠」、「天霧」、「望月」はショートランド泊地を出撃し、ガ島輸送作戦を行う軽巡洋艦「川内」、由良」、「龍田」）と「秋月」など駆逐艦12隻を支援した。10月24-25日に日本陸軍によるガ島飛行場総攻撃が行われ、両艦隊が支援したが総攻撃は失敗し、空襲で「由良」が沈没、「秋月」が中破した（南太平洋海戦）。各隊は26日から28日までにショートランド泊地に帰投した。
11月1日、「衣笠」は第三水雷戦隊旗艦となり、「川内」、「天霧」、「初雪」と共に第一攻撃隊を編成した。第一攻撃隊と第四水雷戦隊、第十九駆逐隊の増援隊は同日深夜にショートランド泊地を出撃、11月2日深夜にガ島揚陸を実施するが、悪天候で一部の物資を揚陸できなかった。衣笠の水偵は11月2日夜のガ島偵察で米軍艦爆3機と交戦、行方不明になった。11月4日、次の輸送作戦に備えて旗艦が「衣笠」から「浦波」に変更された。輸送作戦は成功し、各隊は11月6日朝にショートランド泊地へ帰投した。

### 沈没
11月10日、第六戦隊が解隊され、「衣笠」は第八艦隊直属となった。外南洋部隊は新たに配属された第七戦隊の重巡洋艦「鈴谷」、「摩耶」に、ヘンダーソン飛行場の砲撃任務を与えた。
11月12日夜、飛行場砲撃に向かった日本艦隊（挺身攻撃隊）と迎撃した米艦隊との間で第三次ソロモン海戦（第一夜戦）が勃発し、戦艦「比叡」、駆逐艦「暁」、「夕立」が沈没して、砲撃は中止となった。11月13日午前3時-4時30分、外南洋部隊主隊（「鳥海」、「衣笠」、軽巡洋艦「五十鈴」）は、飛行場砲撃を行う外南洋部隊支援隊（「鈴谷」、「摩耶」、「天龍」、駆逐艦「夕雲」、「巻雲」、「風雲」、「朝潮」）と共にショートランド泊地を出撃した。前夜の海戦で米艦隊はいったん撤収したため水上戦闘はなく、同日23時30分から鈴谷と摩耶が20cm砲弾合計989発を打ち込んだ。攻撃は成功し、地上の十数機を破壊したが、飛行場の作戦能力に大きな影響はなかった。
11月14日午前5時50分、支援隊は主隊と合流し、駆逐艦4隻が横一列で艦隊前方、左に主隊の「鳥海」―「衣笠」―「五十鈴」、右に支援隊の「鈴谷」―「摩耶」―「天龍」が並列してショートランド泊地に向かった。しかし艦隊は米軍機に発見され、直後にニュージョージア諸島南方で空襲を受けた。最初にヘンダーソン基地のF4Fワイルドキャット戦闘機7機、 SBDドーントレス急降下爆撃機7機、TBFアベンジャー雷撃機6機が襲来した。米軍の記録によると「衣笠」の右舷に魚雷3本、左舷に魚雷1本が命中した。午前6時38分、右舷に傾斜し重油を流出させた「衣笠」にSBD2機が急降下爆撃を行い、艦橋前部の右舷一番高角砲附近に500ポンド爆弾1発が直撃、1発が至近弾となって前部揮発油庫が炎上、発電機室が浸水した。この爆撃で沢正雄艦長ら艦橋の指揮系統が壊滅した。水雷長田中弘国大尉が指揮権を継ぎ、注水による傾斜回復と消火活動を行って鎮火させた。しかし空母「エンタープライズ」のSBD16機が続いて襲来し、速度が落ちて艦隊から落伍した「衣笠」を攻撃した。「夕雲」と「巻雲」が随伴・護衛したが、「衣笠」は至近弾などで浸水が進んで機関と舵が故障し、航行不能になった。9時22分、「衣笠」は転覆した後、沈没した（海域は南緯09度15分 東経157度45分 / 南緯9.250度 東経157.750度、南緯09度06分 東経157度14分 / 南緯9.100度 東経157.233度、南緯08度45分 東経157度00分 / 南緯8.750度 東経157.000度《米軍記録》など記録に若干の違いがある）。511名が戦死したとされ、生存者は「夕雲」と「巻雲」に救助された。
12月15日、「衣笠」は軍艦籍から除籍された。

## 歴代艦長
※『艦長たちの軍艦史』93-95頁、『日本海軍史』第9巻・第10巻の「将官履歴」に基づく。

### 艤装員長
1. 田村重彦 大佐：1927年2月1日[100] - 1927年9月30日[101]

### 艦長
1. 田村重彦 大佐：1927年9月30日[101] - 1928年3月10日[102]
2. 岩村兼言 大佐：1928年3月10日[102] - 1928年12月10日[103]
3. 北川清 大佐：1928年12月10日[103] - 1929年11月1日[104]
4. 大田垣富三郎 大佐：1929年11月1日[104] - 1930年12月1日[105]
5. 染河啓三 大佐：1930年12月1日[105] - 1931年3月1日[106]
6. 渋谷荘司 大佐：1931年3月1日[106] - 1931年11月14日[107]
7. 大崎義雄 大佐：1931年11月14日[107] - 1932年12月1日[108]
8. 丹下薫二 大佐：1932年12月1日[108] - 1933年11月15日[109]
9. 坂本伊久太 大佐：1933年11月15日[109] - 1934年11月15日[110]
10. 武田盛治 大佐：1934年11月15日[110] - 1935年11月15日[111]
11. 畠山耕一郎 大佐：1935年11月15日[111] - 1937年4月1日[112]
12. 松永次郎 大佐：1937年4月1日[112] - 1937年12月1日[113]
13. 松山光治 大佐：1937年12月1日[114] - 1938年6月3日[115]
14. （兼）広瀬末人 大佐：1938年6月3日[115] - 1938年6月15日[116]
15. 佐藤勉 大佐：1938年6月15日[116] - 1939年11月15日[117]
16. 難波祐之 大佐：1939年11月15日[118] - 1940年9月25日[119]
17. 清田孝彦 大佐：1940年9月25日[119] - 1941年8月20日[120]
18. 沢正雄 大佐：1941年8月20日[120] - 1942年11月13日戦死（少将に昇進）[121]

## 同型艦
- 青葉